# Ganglioneura
Classe
Classification phylogénétique
- mollusques
  - solénogastres
  - caudofovéates
  - eumollusques
    - polyplacophores
    - conchifères
      - monoplacophores
      - ganglioneures
        - viscéroconques
          - gastéropodes
          - céphalopodes

        - diasomes
          - bivalves
          - scaphopodes

Les Ganglioneura (ganglioneures) sont une classe de Mollusques, se distinguant par la réduction du nombre de muscles rétracteurs à une ou deux paires (chaque paire pouvant être représentée par un ou deux muscles).

## Évolution
Les Ganglioneura sont présents dès le Cambrien (fossiles).

## Caractéristiques
Les Ganglioneura se différencient des autres mollusques par une paire de triangles portant les ganglions entourant l'œsophage (les autres mollusques ont un système nerveux sans ganglions).

## Sous-embranchements
- Viscéroconques (Visceroconcha)
  - Gastéropodes
  - Céphalopodes

- Loboconques (Loboconcha) ou Diasomes
  - Bivalves
  - Scaphopodes

## Publication originale
- Rudolphi, 1812 : Beyträge zur Anthropologie und allgemeinen Naturgeschichte. pp. 1-197 (texte intégral) (de).